# 855. grenadirski polk (Wehrmacht)
855. grenadirski polk (izvirno nemško 855. Grenadier-Regiment; kratica 855. GR) je bil pehotni polk Heera v času druge svetovne vojne.

## Zgodovina
Polk je bil ustanovljen 10. novembra 1942 za potrebe 344. pehotne divizije.
Med bitko za Normandijo je bil polk julija 1944 uničen.